# 31 Piscium
31 Piscium är en vit stjärna i huvudserien som ligger i Fiskarnas stjärnbild.
31 Piscium har visuell magnitud +6,33 och är synlig enbart vid god seeing. Stjärnan befinner sig på ett avstånd av ungefär 400 ljusår.